# Starr (Carolina do Sul)
Starr é uma cidade  localizada no estado norte-americano de Carolina do Sul, no Condado de Anderson.

## Demografia
Segundo o censo norte-americano de 2000, a sua população era de 173 habitantes.
Em 2006, foi estimada uma população de 192, um aumento de 19 (11.0%).

## Geografia
De acordo com o United States Census Bureau tem uma área de
3,8 km², dos quais 3,8 km² cobertos por terra e 0,0 km² cobertos por água.

## Localidades na vizinhança
O diagrama seguinte representa as localidades num raio de 16 km ao redor de Starr.